# Corticosterone 18-monoossigenasi
La corticosterone 18-monoossigenasi è un enzima appartenente alla classe delle ossidoreduttasi, che catalizza la seguente reazione:
corticosterone + ferredossina surrenale ridotta + O2 ⇄ 18-idrossicorticosterone + ferredossina surrenale ossidata + H2O